# 万象南站
万象南站（羅馬化：Sathani Viangchang Tai）是位于万象首都市的一个铁路车站。车站建于2021年12月3日，有磨万铁路经过该站，仅办理货运，不办理客运业务，车站及其上下行区间均已电气化。

## 用途
2022年7月1日，中老鐵路老撾萬象南站換裝場正式建成投用。换装场连接准轨万象南站和米轨塔纳棱站，设有标准轨换装线1条，米轨换装线为2条，年换装量为80万吨。建成后列车往北可到达西安、重庆、成都等集运中心，可与中欧班列互通。往南可经泰国东北线到达泰国首都曼谷和林查班港。

## 相关项目
- 中歐班列